# Калиго атрей
Калиго атрей (лат. Caligo atreus) — вид бабочек из трибы брассолид семейства нимфалид.

## Описание
Крупная брассолида с размахом крыльев от 7,4 до 17 см. При определённом освещении крылья этой бабочки светятся глубоким синим цветом. Фоновый цвет задних крыльев тёмно-коричневый с тёмно-синим отливом. У края заднего крыла широкая поперечная полоса от охристо-жёлтого до розово-оранжевого цвета. Края крыльев, особенно задних, волнистые. На нижней стороне передних и задних крыльев сложный рисунок из сплетённых очень тонких волнистых серебристых линий. На нижних крыльях большое очень яркое округлое тёмное пятно в светлом кольце с более тонким тёмным кольцом вокруг. Эти два крупных пятна с кольцами образуют подобие глазков, напоминающих глаза совы. Они предназначены для отпугивания атакующего бабочку хищника или отвлечения его внимания от жизненно важных частей её тела. Рисунок на крыльях у самцов и самок отличается не значительно, однако самки часто бывают крупнее и с менее яркой окраской.

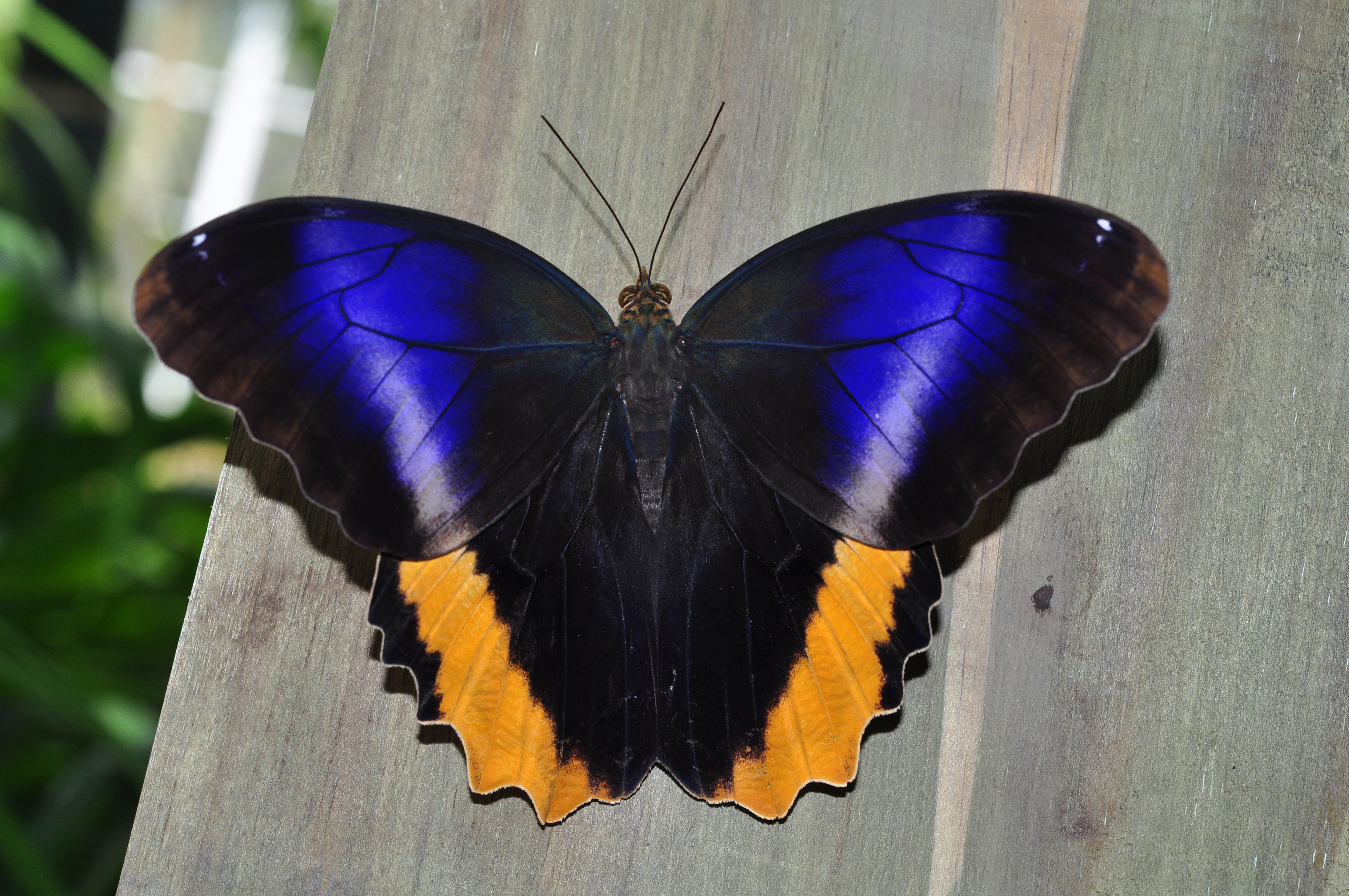
Живая бабочка калиго атрей

## Ареал и места обитания
Обитает во влажных тропических лесах Южной и Центральной Америки от Мексики до Перу. Встречается на высоте от уровня моря до 1460 м. Обитает в низменных тропических лесах, встречается на лесных опушках, по берегам рек и водно-болотных угодий, там, где произрастают растения рода Heliconia, а также вблизи банановых плантаций.

## Образ жизни

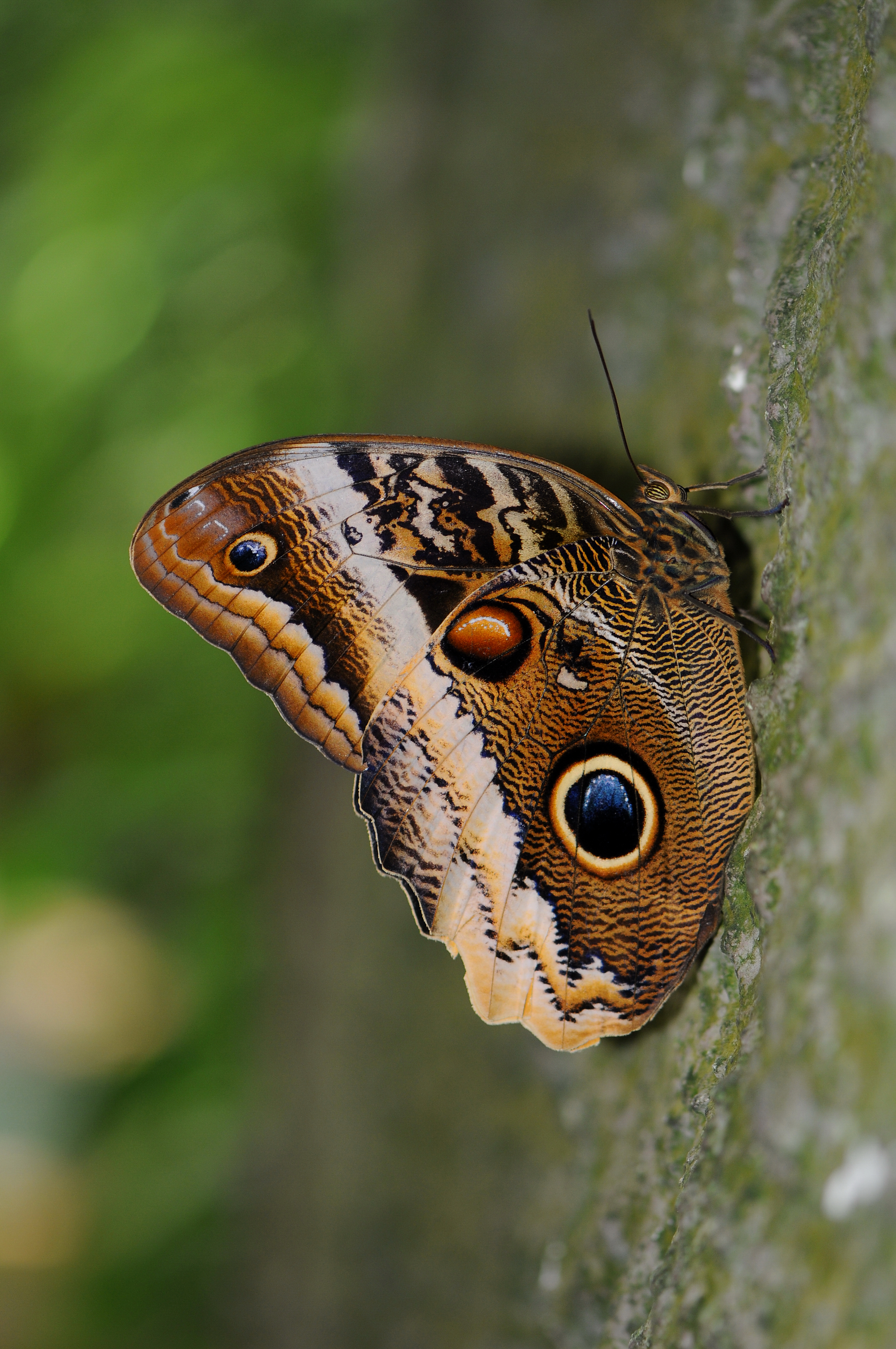
Живая бабочка калиго атрей со сложенными крыльями

Бабочки калиго атрей ведут сумеречный образ жизни: летают только на рассвете и с наступлением вечерних сумерек. Днём бабочки скрываются в глубокой тени. Их ежедневная активность длится всего до 20 минут в течение утренних и вечерних сумерек, которые в тропических широтах очень скоротечны. Полёт быстрый, иногда скачкообразный.
Питаются соком, вытекающим из перезревших плодов.

## Размножение
В сезон размножения бабочки совершают брачный танец — самец и самка долго кружат вокруг друг друга.
Яйца самки откладывают на разные виды геликонии и банана, а также, по некоторым данным, — калатеи и на пальму Asterogyne martiana. Кладка яиц обычно небольшая. Гусеницы ведут сумеречно-ночной образ жизни: по вечерам они ползут к краям листьев и до утра объедают их с краев, а утром они подползают к главной жилке листа, располагаются вдоль неё и, прячась таким образом возле неё, проводят дневное время. Характерен «коллективный» образ жизни гусениц этой бабочки: они питаются вместе и отдыхают, насытившись, тоже скученно.
Куколка калиго атрея имеет маскировочную форму и окраску, она очень похожа на свернувшийся сухой лист дерева. Сходство с листом усиливается узором из коричневых линий, напоминающих главную и боковые жилки листа. Размер куколки около 5 см.

## Подвиды
Выделяют 5 подвидов калиго атрея (Caligo atreus), четыре из которых распространены в Южной Америке и один в Центральной:
- Caligo atreus atreus (син. Pavonia iris) — номинативный подвид, обитающий в Колумбии;
- Caligo atreus ajax (син. Pavonia ajax)— Венесуэла;
- Caligo atreus dentina (син. Caligo dentina) — Эквадор;
- Caligo atreus agesilaus (син. Caligo agesilaus) — Эквадор;
- Caligo atreus dionysos — Центральная Америка: Коста-Рика и Панама.

## Хозяйственное значение
Иногда гусеницы этой бабочки могут наносить существенный вред плантациям.